# Roquessels
Roquessels är en kommun i departementet Hérault i regionen Occitanien i södra Frankrike. Kommunen ligger i kantonen Roujan som tillhör arrondissementet Béziers. År 2022 hade Roquessels 111 invånare.

## Befolkningsutveckling
Antalet invånare i kommunen Roquessels
Referens:INSEE